# Чарлз Доног'ю
Чарлз Доног'ю (англ. Charles Donohoe; 1 січня 1905 — 1 січня 2000) — колишній австралійський тенісист.
Перемагав на турнірах Великого шолома в парному розряді.

## Фінали турнірів Великого шолома

### Парний розряд (1 перемога)
| Результат | Рік  | Турнір              | Покриття | Партнер    | Суперники                  | Рахунок                 |
| --------- | ---- | ------------------- | -------- | ---------- | -------------------------- | ----------------------- |
| Перемога  | 1931 | Чемпіонат Австралії | Трава    | Рей Данлоп | Джек Кроуфорд Геррі Гопмен | 8–6, 6–2, 5–7, 7–9, 6–4 |